# Icelandic Agricultural Sciences
Icelandic Agricultural Sciences is een IJslands, aan collegiale toetsing onderworpen wetenschappelijk tijdschrift op het gebied van de landbouwkunde. De naam wordt in literatuurverwijzingen meestal afgekort tot Iceland. Agr. Sci.